# Hadena cappadocia
Hadena cappadocia är en fjärilsart som beskrevs av Hermann Hacker. Hadena cappadocia ingår i släktet Hadena och familjen nattflyn. Inga underarter finns listade i Catalogue of Life.